# Квінт Фабій Максим (консул 213 року до н. е.)
Квінт Фа́бій Макси́м (лат. Quintus Fabius Maximus; 245 до н. е. — 205 до н. е.) — військовий та політичний діяч Римської республіки, консул 213 року до н. е.

## Життєпис
Походив з патриціанського роду Фабіїв. Син Квінта Фабія Максима Кунктатора, відомого військовика. Почав військову кар'єру під орудою батька. У 217 році до н. е. брав участь у боях з карфагенянами. Коли сенат відмовився надати гроші для викупу полонених римлян, тоді за наказом батька Квінт Фабій продав особистий маєток Фабієв й викупив полонених. Він намагався вплинути на батька, щоб той більш активно вів військові дії проти Ганнібала, але не мав успіху.
У 216 році до н. е. обраний військовим трибуном. Цього ж року взяв участь у битві при Каннах. Після поразки з частиною війська відступив до міста Канусій. У 215 році до н. е. став курульним еділом, а 214 року до н. е. обраний претором. На чолі двох легіонів вів бойові дії проти карфагенян та їх союзників в Апулії, тут він завоював місто Акуку. У 213 році до н. е. його було обрано консулом разом з Тіберієм Семпронієм Гракхом. Продовжив війну в Апулії, де захопив місто Арпи. Після закінчення терміну каденції Квінт Фабій залишився в Арпах як легат.
У 209 році до н. е. керував перевезенням римських військ з Етрурії до Сицилії. У 208 році до н. е. тимчасово очолив армію в Брутіумі після загибелі консула Марка Клавдія Марцелла. У 207 році до н. е. був легатом у війську консула Марка Лівія Салінатора.

## Родина
- син — Квінт Фабій Максим, претор 181 року до н. е.